# Peter Joseph Connors
Peter Joseph Connors (* 6. März 1937 in Mordialloc, Victoria, Australien) ist emeritierter Bischof von Ballarat.

## Leben
Peter Joseph Connors wurde als ältester Sohn von Walter und Isa Connors geboren und besucht die Saint Mary’s School in Lancefield und das Assumption College in Kilmore. Nach seinem Schulabschluss studierte er am Corpus Christi College in Werribee und Glen Waverley Katholische Theologie und Philosophie.
Am 23. Juli 1961 empfing er durch den Erzbischof von Melbourne, Justin Daniel Simonds, die Priesterweihe. Anschließend war er bis 1968 an mehreren Orten als Kaplan in der Seelsorge tätig, u. a. in Frankston, Kyneton und East St Kilda.
Ab 1968 absolvierte er in Rom ein Aufbaustudium in Kanonischem Recht und wurde 1972 an der Päpstlichen Universität Urbaniana zum Dr. iur. can. promoviert. 1972 wurde er zum Sekretär des kirchlichen Ehegerichtes für Victoria und Tasmanien ernannt. 1974 wurde er Bischöflicher Sekretär von Erzbischof Thomas Francis Little und 1976 Generalvikar für das Erzbistum Melbourne.
Papst Johannes Paul II. ernannte ihn am 30. März 1987 zum Titularbischof von Temuniana und zum Weihbischof in Melbourne. Die Bischofsweihe spendete ihm der Erzbischof von Melbourne, Thomas Francis Little, am 21. Mai desselben Jahres; Mitkonsekratoren waren Ronald Austin Mulkearns, Bischof von Ballarat, und Joseph Peter O’Connell, Weihbischof in Melbourne. Am 30. Mai 1997 wurde er zum Bischof von Ballarat ernannt und am 23. Juli desselben Jahres in das Amt eingeführt.
Papst Benedikt XVI. nahm am 1. August 2012 sein aus Altersgründen vorgebrachtes Rücktrittsgesuch an.